# Grant Holt
Grant Holt, né le 12 avril 1981 à Carlisle, est un ancien footballeur anglais qui évoluait au poste d'attaquant.

## Carrière
Grant Holt a joué dans treize clubs anglais différents, que ce soit en Barclays Premier League ou en Championship.
Il s'impose désormais comme un titulaire indiscutable à Norwich City à 30 ans. 
Lors de la saison 2009-2010, en League 1 (D3), il fut meilleur buteur du club. L'année suivante, il continua à marquer, atteignant la barre des 25 buts en Championship. En 2011-2012, malgré un nombre plus faible de titularisations, il inscrit 15 buts. 
Il est pour beaucoup dans la remontée phénoménale de Norwich en deux ans de la League 1 à la Premier League. 
Le 8 juillet 2013, il s'engage avec Wigan pour trois saisons.
Le 14 janvier 2014, il rejoint Aston Villa en prêt pour six mois.
Le 27 septembre 2014 il est prêté à Huddersfield Town.
Le 30 octobre 2015 il est prêté à Wolverhampton Wanderers.
Le 18 février 2016, il rejoint Rochdale.
Le 29 juin 2016, il rejoint Hibernian.

## Palmarès
- Hibernian
  - Champion de la D2 en 2016-2017

### Distinction personnelle
- Championship
  - Nommé dans l'équipe de la saison 2010-2011[2]